# Lai Hsiang-yin
Œuvres principales
- Le traducteur (nouvelle, 1995)
- Par la suite (roman, 2012)
- L'Amour avant l'aube (recueil d'essais, 2019)

Lai Hsiang-yin (chinois : 賴香吟, pinyin : Laì Xiāngyín) est une écrivaine taïwanaise née en 1969 à Tainan. Son œuvre a été récompensée de plusieurs prix de niveau national à Taïwan.

## Biographie
Lai Hsiang-yin naît en 1969 à Tainan. C’est lors de ses études de licence en économie à l’Université nationale de Taïwan qu’elle commence à écrire des nouvelles pour des revues. Après l’obtention de son diplôme, elle part au Japon faire une maîtrise en études culturelles à l’Université de Tokyo. C’est là qu’elle apprend le suicide de son amie Qiu Miaojin, figure de proue de la littérature lesbienne taïwanaise. Peu de temps après, elle renonce à un projet de doctorat et rentre à Taïwan. Après l'an 2000 et pour plusieurs années, elle ralentit considérablement son activité littéraire, malgré la publication remarquée, entre 1997 et 2000, de trois recueils de nouvelles. Après un recueil d'essais paru en 2007, elle revient à la fiction en 2012 avec un roman. Suivent plusieurs textes de fiction et des essais.

## Œuvre
Lai Hsiang-yin a écrit des romans, des nouvelles et des essais. Son œuvre a été décrite comme « bâtie [...] autour des thèmes de l’absence, de la mémoire et du regret », et comme « introspective », « hantée par l’histoire de son pays ». Elle a été récompensée de nombreux prix taïwanais prestigieux, dont un Prix Wu Chuo-liu pour sa première nouvelle publiée, La Grenouille (蛙, 1987), un Prix Unitas pour sa nouvelle Le Traducteur (翻譯者, 1995) et deux Prix national de la littérature taïwanaise, d'abord pour un roman semi-autobiographique basé sur sa relation avec Qiu Miaojin, Par la suite (其後 それから, 2012), puis pour un recueil d’essais, L’Amour avant l’aube : panorama de la prose romanesque de Taïwan à l’époque coloniale (天亮之前的戀愛：日治台灣小說風景, 2019).

## Œuvres publiées à Taïwan

### Romans
- Par la suite 其後 それから, 2012

### Recueils de nouvelles
- Promenade vers l’ailleurs 散步到他方, 1997
- Paysage dans le brouillard 霧中風景, 1998
- Tao 島, 2000
- La Mort des jeunes artistes 文青之死, 2016
- Le Portrait blanc 白色畫像, 2022

### Recueils d'essais
- La vie préhistorique 史前生活, 2007
- L’amour avant l’aube : panorama de la prose romanesque de Taïwan à l’époque coloniale 天亮之前的戀愛：日治台灣小說風景, 2019

## Œuvres traduites en français
- Zeelandia (nouvelle), trad. Matthieu Kolatte, in Jentayu, no spécial Taiwan, 2016, p. 183-200.
- À la tombée du jour (nouvelle), trad. Matthieu Kolatte, in Jentayu, no 7, janv. 2018, p. 147-168.
- Voyage d’un bachelier dans la vieille capitale (essai), trad. Matthieu Kolatte et al., in Lettres de Taiwan (revue en ligne).
- 1987, une fiction (nouvelle), in Formosana. Histoires de démocratie à Taiwan, trad. Matthieu Kolatte, L'Asiathèque, 2021, p. 131-156.